# Saint-Jean-de-Brébeuf
| Saint-Jean-de-Brébeuf                                |                        |
| Premiere eglise de Saint-Jean-de-Brebeuf en 1938.jpg |                        |
| Coordenadas: 46°11'N 71°28'W                         |                        |
| Província                                            | Quebec                 |
| Região administrativa                                | Chaudière-Appalaches   |
| Incorporado em                                       | 23 de setembro de 1929 |
| Prefeito                                             | Philippe Chabot        |
| Código postal                                        | G6G 0A1                |
|                                                      |                        |
| Área                                                 |                        |
| - Cidade                                             | 79,68 km², 30,8 mi²    |
| Fuso horário                                         | UTC -5                 |
| População (2006)                                     |                        |
| - Cidade                                             | 397                    |
| - Densidade                                          | 5 hab/km², 13 hab/mi²  |

Saint-Jean-de-Brébeuf é uma municipalidade canadense do conselho municipal regional de Les Appalaches, Quebec, localizada na região administrativa de Chaudière-Appalaches. Em sua área de pouco mais de 79 km², habitam cerca de trezentas pessoas. Nomeado em honra do Mártir Jean de Brebeuf nasceu em Condé-sur-Vire em 1593, horrivelmente torturadas pela Iroqueses em Midland em 16 de Março de 1649